# Rohrreinigung
Das Verfahren der Rohrreinigung bezeichnet die Tätigkeit oder die Vorrichtung zur Säuberung und Instandhaltung von Rohrleitungen. Durch das in den Rohren geförderte Medium kann es zu Ablagerungen und schließlich zur teilweisen Verstopfung kommen. Im Anlagenbau und der Industrie werden besondere Anforderungen an Rohrleitungen bezüglich Oberflächenrauheiten oder Wärmeübergang gestellt. In der lebensmitteltechnischen und pharmazeutischen Industrie sowie in der Medizintechnik sind die Anforderungen Keimfreiheit und Freiheit von Fremdstoffen beispielsweise nach Montage der Rohrleitung oder nach einem Produktwechsel. Ebenso kann es durch Ablagerungen zu Korrosion und damit zum Ausfall der Rohrleitungen kommen.
Je nach Anwendung, Fördermedium und Rohrleitungsmaterial gibt es folgende Methoden zur Rohrreinigung:

## Verlorene Rohre
Verlorene Rohre sind Rohre, die nach einmaligem Gebrauch ersetzt werden müssen. Diese Art stellt im eigentlichen Sinne keine echte Rohrreinigung dar und wird sehr häufig im medizinischen Bereich eingesetzt, beispielsweise bei Kanülen von Spritzen, Infusionsnadeln oder auch bei medizinischen Geräten wie der künstlichen Niere bei der Dialyse. Die Gründe sind hier zunächst das Infektionsrisiko, aber auch eine zu aufwendige Aufbereitung, die besonders bei geringwertigen Massenprodukten in keinem Verhältnis zu den Kosten einer Rohrreinigung steht. Diese Technik wird entsprechend nur bei Rohren mit extrem geringem Durchmesser bis ca. 20 mm angewandt. Aus den gleichen Gründen findet man diesen Ansatz zum Teil auch in der lebensmitteltechnischen und pharmazeutischen Verfahrenstechnik, wobei hier der Durchmesser auch größer als 20 mm sein kann.

## Spülung
Das einfachste Rohrreinigungsverfahren ist eine Rohrspülung. Hierbei werden oft Spülauslässe oder im Trinkwassernetz Hydranten genutzt. Allein durch die Erhöhung der Fließgeschwindigkeit werden die meisten losen Ablagerungen ausgetragen. Heutzutage werden im Trinkwasserbereich und bei Abflussrohren verschiedene Spülverfahren eingesetzt, beispielsweise:
- Wasserspülung
- Luft-Wasserspülung
- Luft-Wasser-Impulsspülung
- Saugspülung
- Feststoffspülung
- Saugglocke.

## Chemische Rohrreinigung

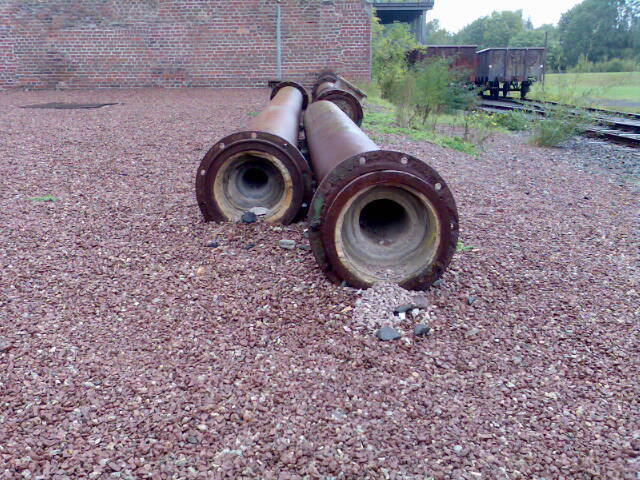
Durch Scaling verengter Querschnitt einer Rohrleitung

Unter der chemischen Rohrreinigung versteht man den Einsatz von Reinigungsflüssigkeiten bzw. Chemikalien zur Entfernung der Beläge. Als typische Beispiele gelten die Entfernung einer Verstopfung durch einen Rohrreiniger oder die Entkalkung einer Kaffeemaschine. Bei Letzterem wird der Kesselstein durch Zitronen- oder Essigsäure entfernt. Je nach Einsatzgebiet und Material des Rohres kann es sich um spezielle Reinigungsflüssigkeiten handeln, auch eine mehrstufige Behandlung:
- chemische Aktivierung
- Reinigung
- Spülen

notwendig machen. Diese Art der Reinigung bedingt manchmal eine Stilllegung der jeweiligen Anlage und führt dann zu Stillstandszeiten, die häufig nicht erwünscht sind. Für einen kontinuierlichen Produktionsbetrieb ist es dann notwendig, diese Anlagen mehrfach (redundant) zu installieren. Ein weiterer Nachteil ist, dass im großtechnischen Bereich (Reaktor, Wärmeübertrager, Kondensator etc.) ebenso große Mengen der Reinigungsflüssigkeiten anfallen, was zu Entsorgungsschwierigkeiten führen kann. Ein weiteres Problem stellt sich in der Lebensmittelindustrie durch die mögliche Giftigkeit der Reinigungsflüssigkeiten. Hier können nur strikte Einhaltung der Spülvorschriften und eine genaue Restmengenkontrolle Abhilfe schaffen. Dies bedingt aufwendige Nachweisverfahren. Insgesamt ist das Verfahren der chemischen Rohrreinigung für beliebige Durchmesser einsetzbar, allerdings werden sich beim Volumen einer Pipeline praktische Einsatzgrenzen ergeben.

## Mechanische Rohrreinigung
Bei den mechanischen Rohrreinigungssystemen handelt es sich um einen Reinigungskörper, der durch das Rohr bewegt wird, um Ablagerungen an der Rohrwand zu beseitigen. Im einfachsten Fall handelt es sich um eine entsprechende Bürste, die mittels Stange oder einer biegsamen Feder (Spiralfeder: Rohrreinigungsspirale) im Rohr hin- und herbewegt wird. Im großtechnischen und industriellen Bereich haben sich aber mehrere unterschiedliche Verfahren entwickelt.

### Offline-Verfahren

Bürste für die Rohrreinigung

Die Offline-Verfahren zeichnen sich dadurch aus, dass für die Rohrreinigung die zu reinigende Anlage außer Betrieb genommen werden muss, um den oder die Reinigungskörper ein- und den Reinigungsprozess durchzuführen. Bei diesen Verfahren muss man weiterhin noch zwischen passiven und aktiven Reinigungskörpern unterscheiden.
- Die passiven Reinigungskörper können sowohl Bürsten, oder spezielle Konstruktionen wie beispielsweise Molche (siehe aber auch unten) sein, die mittels Druckluft, Wasser oder einem sonstigen Fördermedium durch die Rohre bewegt werden. Meist erfolgt die Reinigung durch das Übermaß der Reinigungskörper gegenüber dem Rohrinnendurchmesser. Die Typen reichen von Bürsten mit Borsten aus Kunststoff- oder Stahl, Schabern bei kleineren Rohrdurchmessern bis hin zu aufwendigen Konstruktionen mit eingebauten Sprühdüsen bei Pipelines. Angewendet wird diese Methode im Nennweitenbereich von ca. 5 mm bis hin zu mehreren Metern. In den gleichen Bereich fällt auch die Reinigung verstopfter Abflussrohre häuslicher Abwasserleitungen mit einer sich drehenden biegsamen Welle (Rohrreinigungsspirale).

- Die aktiven Reinigungskörper, auch Rohrinnenmanipulatoren genannt, sind mehr oder weniger ferngelenkte Roboter, die sich, sowohl Kabel zur Stromversorgung und Kommunikation als auch Schlauchleitungen für die Reinigungsflüssigkeit hinter sich herziehend, durch die Rohre bewegen und die Reinigungsaufgabe erfüllen. Dabei werden Messgeräte oder Kameras mitgeführt, um die Funktion zu überwachen. Bisher benötigen solche Geräte noch Mindestdurchmesser von rund 300 mm, an einer weiteren Verkleinerung wird aber gearbeitet. Als maximal sinnvoller Durchmesser für diese Geräte kann etwa 2 m angegeben werden, da ab diesem Durchmesser eine Begehung der Rohrleitung mit Sicherheit kostengünstiger ist. In diesem Durchmesserbereich lässt sich ein Einsatz der Roboter nur bei gesundheitsschädlichen Chemikalien vorstellen.

### Online-Verfahren
Bei den Online-Verfahren bewegt sich der Reinigungskörper mit dem Fördermedium durch die Rohre und reinigt diese durch sein Übermaß gegenüber dem Rohrinnendurchmesser. Diese Reinigungskörper sind im Durchmesserbereich bis etwa 50 mm Schwammgummikugeln, in größeren Nennweitenbereichen bis hin zu Ölpipelines Molche. Schwammgummikugeln werden hauptsächlich für Kühlwasser wie See-, Fluss- oder Kühlturmwasser eingesetzt. Für die chemische oder pharmazeutische Industrie sind zwar angepasste Reinigungskörper denkbar, allerdings sind hier die Fördermedienströme so gering, dass meist Offline-Verfahren eingesetzt werden. Da die Reinigungskörper nicht im Fördermedium verbleiben dürfen, müssen sie nach dem Rohrdurchlauf wieder separiert werden. Dies geschieht bei Schwammgummikugeln durch besondere Siebeinrichtungen, bei den Molchen wird eine Ausschleusstation (sog. „Molch-Falle“) eingebaut. Die Schwammgummikugeln werden dann durch eine entsprechende Kugelrückführung im Taprogge-Verfahren wieder vor die zu reinigende Anlage eingeschleust, der Molch wird meist von Hand entnommen und in eine andere Einschleusung wieder eingespeist. Während die Schwammgummikugeln somit eine kontinuierliche Reinigung gewährleisten, ist das Molchsystem diskontinuierlich.

## Thermische Rohrreinigung
Bei der Thermischen Rohrreinigung wird der Belag durch eine Beheizung getrocknet, wodurch er wegen seiner Sprödigkeit abfällt und dann entweder durch das Fördermedium oder eine Spülflüssigkeit abtransportiert wird. Bei der Beheizung kann es sich, je nach erforderlicher Temperatur, um eine Rohrbegleitheizung oder auch um eine Induktionsheizung handeln. Bei diesem Verfahren handelt es sich um ein Off-line-Verfahren. Gelegentlich erfolgt die Anwendung auch zur Sterilisation der Rohrleitung in der pharmazeutischen oder lebensmitteltechnischen Industrie. Ein Durchmesserbereich lässt sich hier nicht angeben, da der Einsatz dieses Verfahrens nur für bestimmte Prozesse möglich ist und die technische Begrenzung der Beheizung nur durch die Werkstoffe und die erforderliche Wärmemenge gegeben wird.

## Sonderformen
Sonderformen der Rohrreinigung sind all diejenigen Verfahren, die sich teilweise erst im experimentellen Stadium befinden und nicht unter die vorher angeführten Verfahren fallen, wie beispielsweise:
- Induzierung von Druckstößen, damit sich der Belag bedingt durch die kurzfristige Materialdehnung ablöst. In Grundwasserbrunnen werden gelegentlich mit Hilfe von Sprengschnüren die Verunreinigungen gelöst und dann solange Wasser abgepumpt, bis es wieder klar ist;
- Einsatz von Vibrationen, teilweise an den Rohren durch Schwingungserreger, teilweise mittels Piezokristallen im Fördermedium, um durch Verringerung der Oberflächenspannung das Fördermedium zum Reinigungsmedium zu machen;
- Magnetfelder, um eine Rohrverkalkung zu verhindern (Wirksamkeit wird stark angezweifelt);
- Nanotechnische Behandlung von Rohroberflächen, um Ablagerungen zu vermeiden.